# 南园泡
南园泡是一个位于中国吉林省镇赉县的湖泊，面积约为2.5平方千米，平均水深约为2.5米。